# Elisabeth Vreede
Elisabeth Vreede, född 16 juli 1879 i Haag, död 31 augusti 1943 i Ascona i Schweiz, var en holländsk matematiker, astronom och antroposof. Hon tillhörde styrelsen för allmänna antroposofiska sällskapet från 1925 till 1935.

## Biografi
Elisabeth Vreede kom i kontakt med teosofi redan i sitt föräldrahem. Hon intresserade sig tidigt för stjärnhimlen, studerade Camille Flammarions astronomiska skrifter och lärde sig franska samtidigt. Hon läste matematik, astronomi och filosofi vid Leidens universitet. Efter avlagt diplom 1906 undervisade hon i matematik vid en högskola för flickor.
1910 flyttade hon till Berlin, där hon arbetade på en doktorsavhandling och tidvis fungerade som sekreterare åt Rudolf Steiner, som hon hade träffat 1906. 1914 flyttade hon till Schweiz för att delta i arbetet med det första Goetheanum i Dornach. Under första världskriget deltog hon i hjälparbetet för krigsfångar i Berlin.
Efter kriget började Vreede bygga upp biblioteket och arkivet vid Goetheanum. 1924 blev hon ombedd av Steiner att leda den nya matematiska-astronomiska sektionen vid Goetheanum. Hon verkade utåt bland annat genom utgivning av kalendrar, astronomiska rundbrev och stjärnkartor.
När interna konflikter ledde till en splittring inom antroposofiska sällskapet 1935, uteslöts Vreede ur styrelsen tillsammans med läkaren Ita Wegman. Hon blev då avstängd från sin sektion och från observatoriet och arkivet som hon själv byggt upp med egna medel.
Några månader efter Ita Wegmans död 1943 dog även Vreede efter en kort sjukdom.